# Philipp David Kräuter

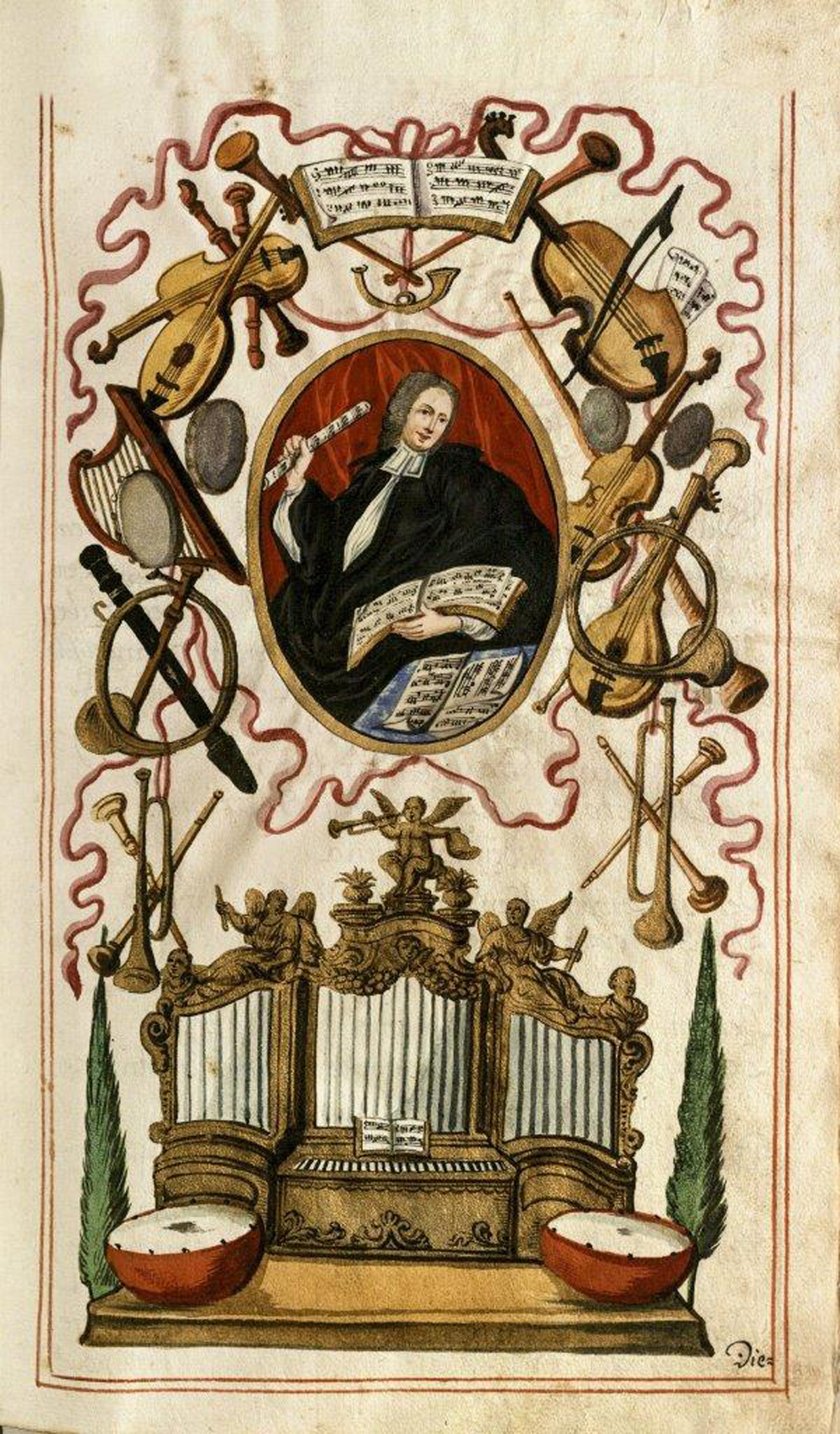
Philipp David Kräuter

Philipp David Kräuter (* 14. August 1690 in Augsburg; † 11. Oktober 1741 ebenda) war ein deutscher Komponist, Organist und Musikdirektor in Augsburg. 

## Leben
Kräuter, Sohn eines Soldaten, besuchte in seiner Heimatstadt das Gymnasium bei St. Anna. Von April 1712 bis Ende September 1713 war er Schüler Johann Sebastian Bachs in Weimar. Zurück in Augsburg wurde er Anfang Dezember 1713 als Kantor an St. Anna zum Nachfolger von Daniel Merck (1650–1713). 
Kräuter führte in Augsburg die Kirchenkantate ein und 1718 mit einer Denkschrift zur Verbesserung des Gemeindegesangs. Ab 1720 wirkte er als Musikdirektor seiner Heimatstadt. Durch die Errichtung eines Collegium musicum, die Begründung öffentlicher Konzerte und die intensive Pflege von Oratorienaufführungen machte er sich auch um das bürgerliche Musikleben verdient.